# کارلو پیساکانه
کارلو پیساکانه (ایتالیایی: Carlo Pisacane؛ ‏ ۱۵ فوریهٔ ۱۸۸۹ – ۹ ژوئن ۱۹۷۴) بازیگر اهل ایتالیا بود.
از فیلم‌هایی که وی در آن نقش داشته‌است، می‌توان به فرشته مقرب، جولیتای ارواح، بیشتر از یک معجزه، برادر خورشید، خواهر ماه، آدم‌های ناشناس، ببر هفت دریا، ارتش برانکالئونه، شادی زندگی، این دنیای دیوانهٔ دیوانهٔ ترانه و ساخت ایتالیا اشاره کرد.